# Endrosa catherinei
Endrosa catherinei är en fjärilsart som beskrevs av Charles Oberthür 1908. Endrosa catherinei ingår i släktet Endrosa och familjen björnspinnare. Inga underarter finns listade i Catalogue of Life.